# Duillier
Duillier es una comuna suiza del cantón de Vaud, situada en el distrito de Nyon. Limita al norte con las comunas de Givrins, Genolier y Coinsins, al este con Prangins, al sur con Nyon, y al oeste con Trélex.
La comuna hizo parte hasta el 31 de diciembre de 2007 del círculo de Gingins.